# Повалишин, Владимир Михайлович
Владимир Михайлович Повалишин (?—1884) — полковник русской императорской армии.
Получил образование в Михайловской военной артиллерийской академии (37-й выпуск, 1861); в офицерском звании — с 16 июня 1859 года.
В 1869 году был награждён орденом Св. Станислава 2-й ст.
В 1870 году был в звании капитана Лейб-гвардии 1-й артиллерийской бригады. Полковник со старшинством 8 апреля 1873 года; в этом же году получил орден Св. Анны 2-й ст. 
В 1873-1884 годах был командиром 5-й Гренадерской батареи 3-й Гвардейской и Гренадерской артиллерийской бригады. Участвовал в русско-турецкой войне 1877-1878 гг. и за отличие получил орден Св. Владимира 4-й ст. с мечами и бантом (1878) и золотую саблю с надписью «За храбрость» (Высочайший приказ 13.01.1879).
Скончался 22 апреля (4 мая) 1884 года; похоронен в Петербурге на Новодевичьем кладбище.